# Schloss Diepholz

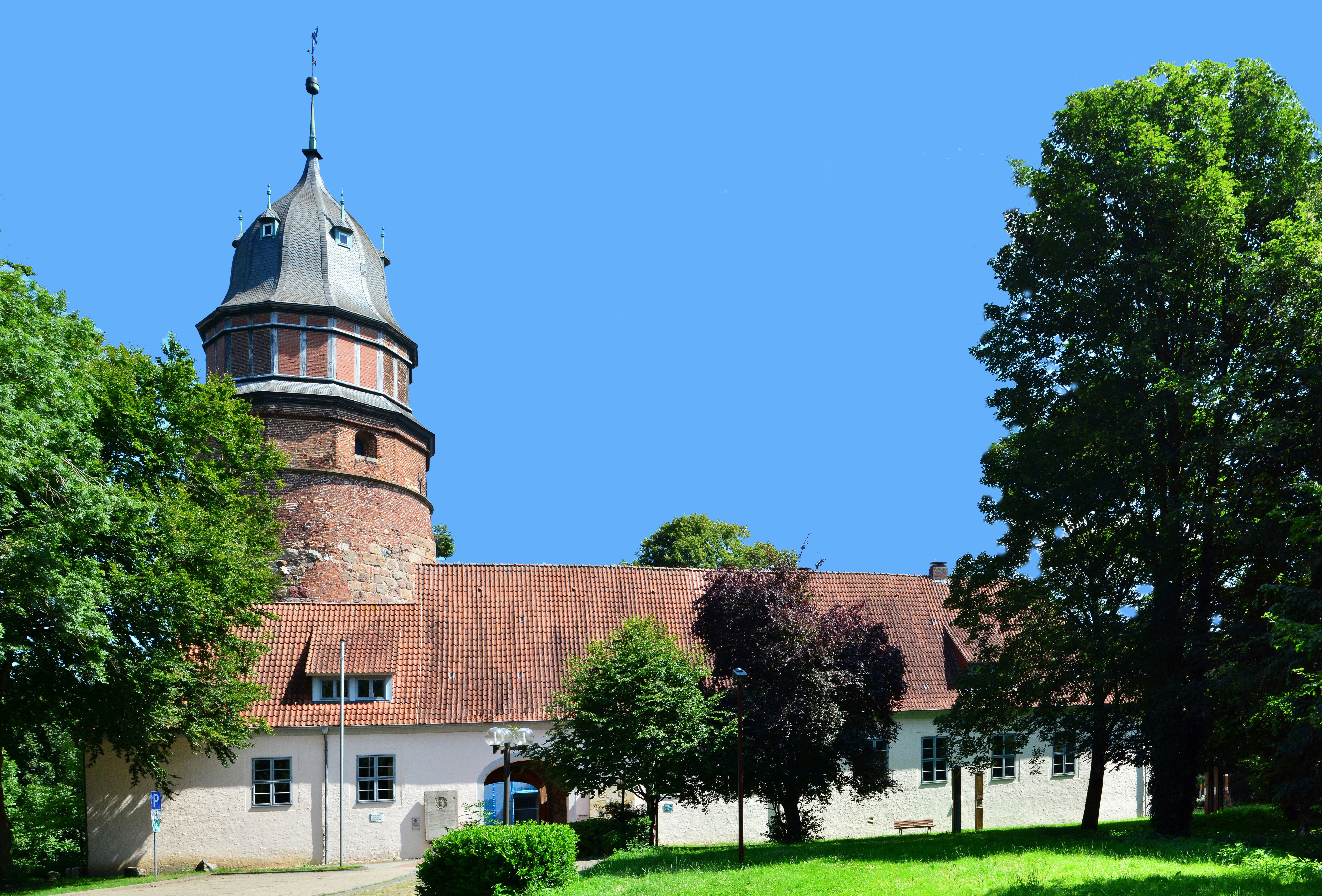
Schloss Diepholz Außenansicht von Westen (2015)

Das Schloss Diepholz ist ein Schloss in Diepholz im westlichen Niedersachsen. Es entstand aus einer im 13. Jahrhundert erstmals erwähnten Wasserburg.

## Geschichte

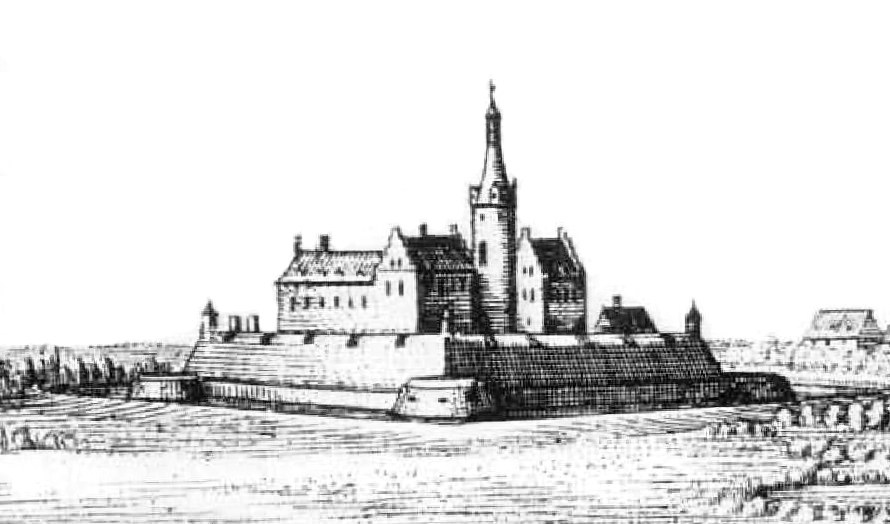
Merian-Stich des Schlosses, 1647

Da im Jahr 1160 in Urkunden des Bistums Osnabrück zwei Angehörige des Geschlechts von Diepholz erwähnt werden, wird angenommen, dass die Wasserburg bereits im 12. Jahrhundert bestanden hat. Die erste schriftliche Erwähnung der Wasserburg in einer Urkunde datiert aus dem Jahr 1233. Über Burgmänner auf der Anlage wird 1330 berichtet; 1350, als ein Umbau erfolgte, wird eine Kapelle erwähnt. Die Edelherren zu Diepholz übertrugen 1510 ihre Herrschaft den Herzögen von Braunschweig-Lüneburg zum Lehen. Um das Jahr 1522 wurde das Schloss bei einem Brand zerstört und wurde danach im Renaissancestil wieder aufgebaut. Um 1550 ließ Edelherr Rudolf († 1560) das Schloss umbauen, bevor er mit seiner Frau, der Gräfin Margarete von Hoya († 1596), einzog. Ein über der Nordtür des Schlosses eingefügter Steinfries stammt aus dieser Zeit. Er zeigt die Wappen der beiden Geschlechter von Diepholz und Hoya. Mit dem Erlöschen der Grafen von Diepholz (1585) fiel das Schloss als Lehen an die Celler Linie des Herzogtums Braunschweig-Lüneburg. Anschließend bewohnten es Familienmitglieder der Welfen. Als spanische Truppen während des Niederländischen Unabhängigkeitskriegs (1568 bis 1648) in die Gegend kamen, ließ die Regierung in Celle die Befestigung des Schlosses erheblich verstärken. Im Dreißigjährigen Krieg setzten dänische Truppen das Schloss in Brand und 1637 wurde es von schwedischen Truppen zerstört. Nach dem Krieg wurde es 1651 instand gesetzt und um ein Stockwerk erhöht. Im Schloss hatte das Amt Diepholz seinen Sitz.
Im Jahr 1790 gab es einen Brand im Schloss, bei dem der Südflügel und Teile des Westflügels zerstört wurden. Seit 1852 hat das Amtsgericht Diepholz seinen Sitz im Schloss. Im Turm ist das Museum im Schlossturm untergebracht.

## Baubeschreibung

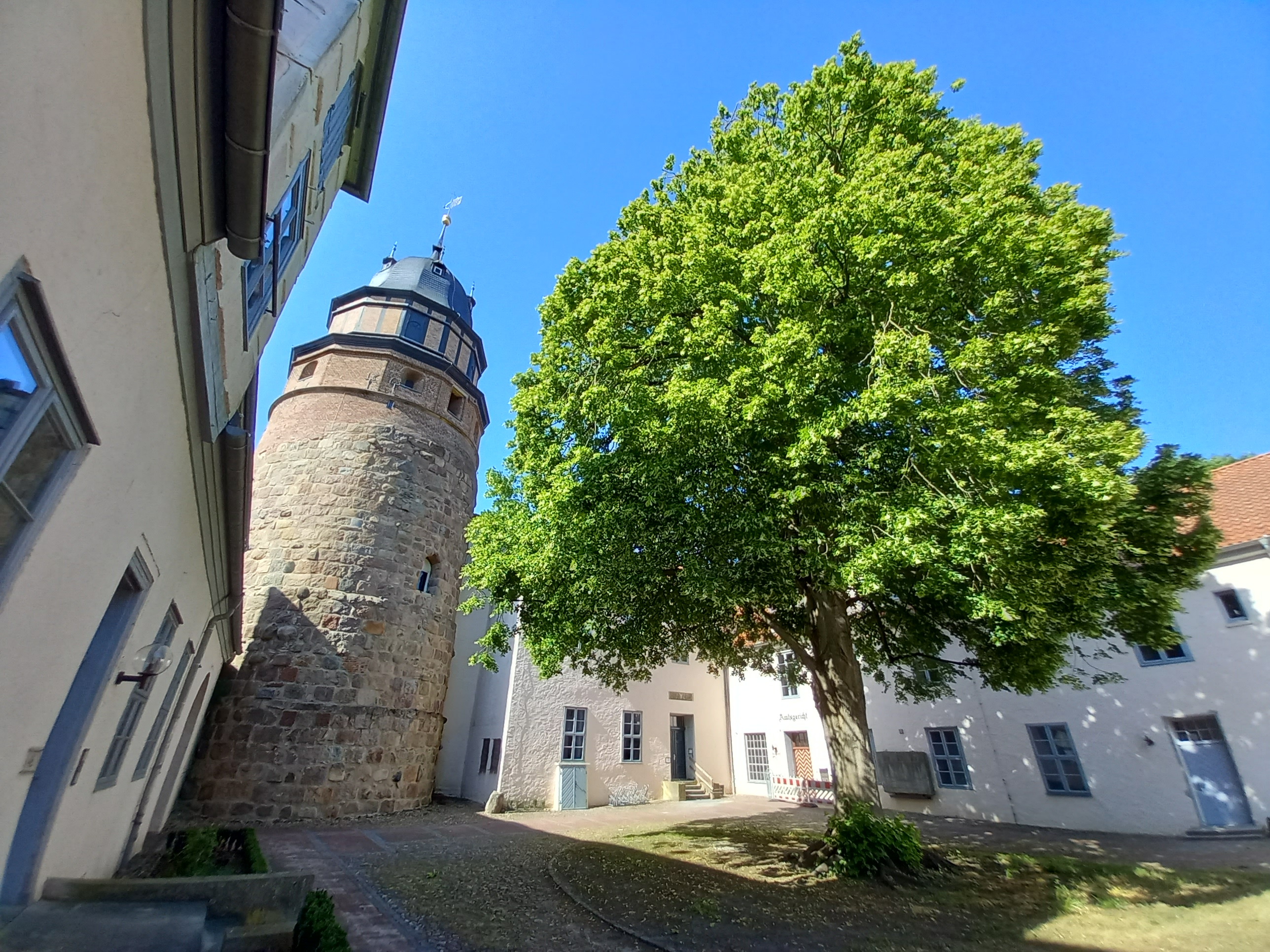
Blick in den Innenhof des Schlosses von Süden (2025)

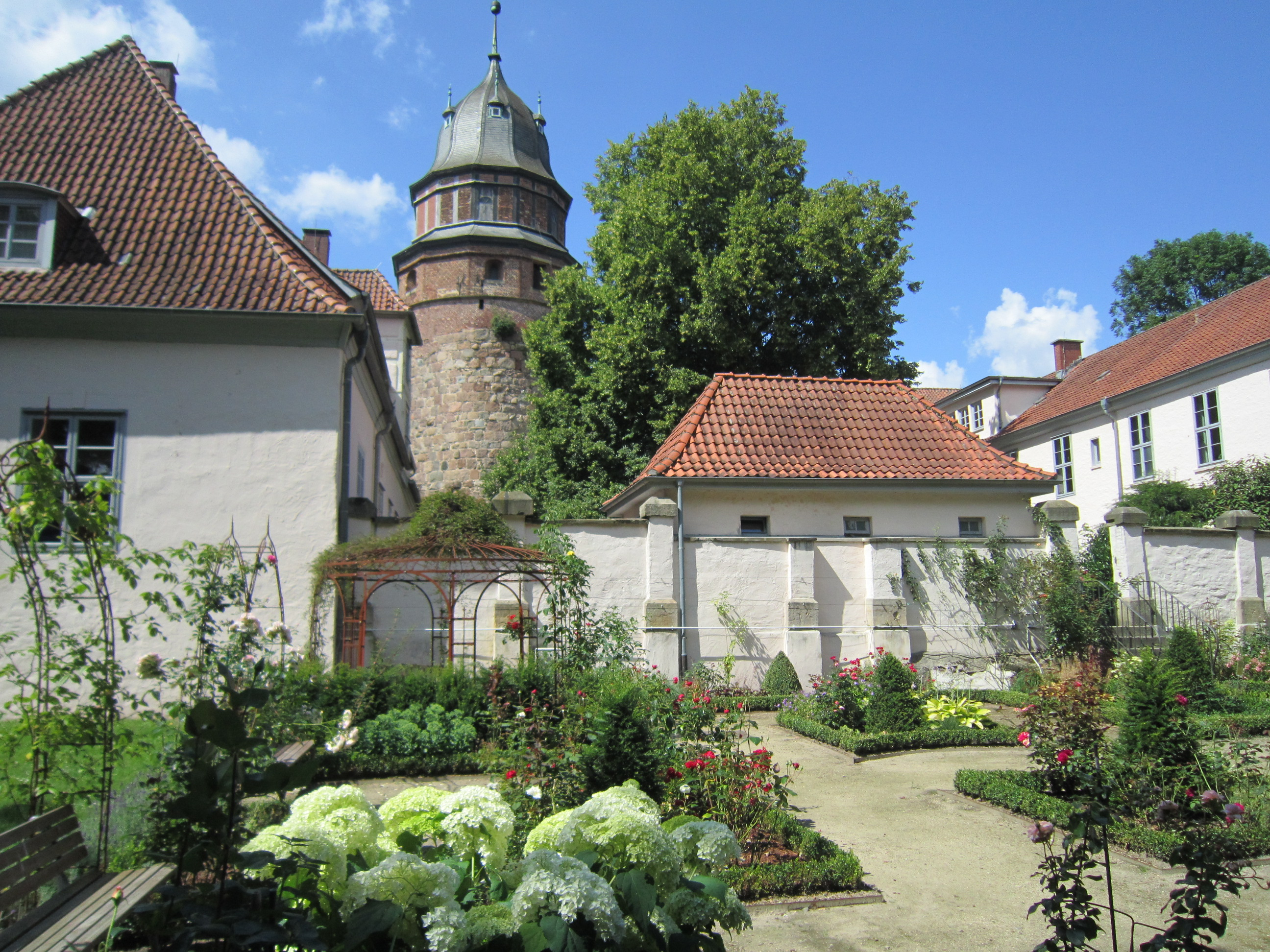
Rosengarten des Schlosses von Süden

Der Vorgängerbau des Schlosses war eine Wasserburg, die in einem sumpfigen Bruchwald errichtet wurde Den Burggraben speisten die Wasserläufe Alte Strothe und Lohne. Der später zum Schloss gewordene Bau ist heute eine Dreiflügelanlage mit quadratischem Grundriss. Für den Flügelbau wurden beim Wiederaufbau des Schlosses nach dem Dreißigjährigen Krieg die mittelalterlichen Grundmauern übernommen. Der Nordflügel dürfte aufgrund seiner Mauerstärken von bis zu zwei Meter (nebst Turm) der älteste Teil der Burg gewesen sein. Der Westflügel wurde in den Schriftquellen auch „das neue Gebäude“ genannt und ist der jüngste Burgteil. In der Nordostecke des Hofes stand bis ins 17. Jahrhundert ein polygonaler Treppenturm. Die Einfahrt im Süden war vor dem Dreißigjährigen Krieg durch ein Torhaus geschützt. In der zweiten Hälfte des 16. Jahrhunderts muss die Burg nach einer Beschreibung eine rechteckige Kastellform mit Rondellen an den Ecken besessen haben. Erwähnt wird auch ein Turm in der Mitte, was auf einen zweiten Turm neben dem heute vorhandenen hinweisen würde. Zwischen 1350 und 1514 wird eine Kapelle erwähnt, die aber bisher nicht lokalisiert werden konnte. Die ursprünglich die Burg umgebenden Wälle sind heute verschwunden. Die Nebengebäude erhielten ihr heutiges Aussehen um 1837 sowie 1877.
Das älteste Bauteil des Schlosses ist der 43 Meter hohe Turm an der Nordseite, der einen Durchmesser von 11,60 Meter aufweist. Im unteren Bereich hat er eine Wandstärke von 3,5 Metern. Er besteht bis in eine Höhe von 16,5 Metern aus Granitquadern. Darauf folgt, über einem Gurtgesimse, ein zwölfseitiges Geschoss aus Backsteinen. Dem folgt ein gleichartiges, aber zurückspringendes Stockwerk aus Fachwerk, aus der Zeit um 1660. Der Turm ist durch eine ausgeschweifte, zwölfeckige, schiefergedeckte Haube mit zierlichen Erkern und einer Wetterfahne bekrönt. Angeblich geht das Bauwerk in seinem Kern auf die Zeit zwischen 980 und 1030 zurück, wobei es keine Belege für die Existenz der Burg zu diesem frühen Zeitraum gibt.